# 사사야촌
사사야촌(笹谷村)은 후쿠시마현 시노부군에 있던 촌이다.